# Nils Håkansson (kyrkomålare)

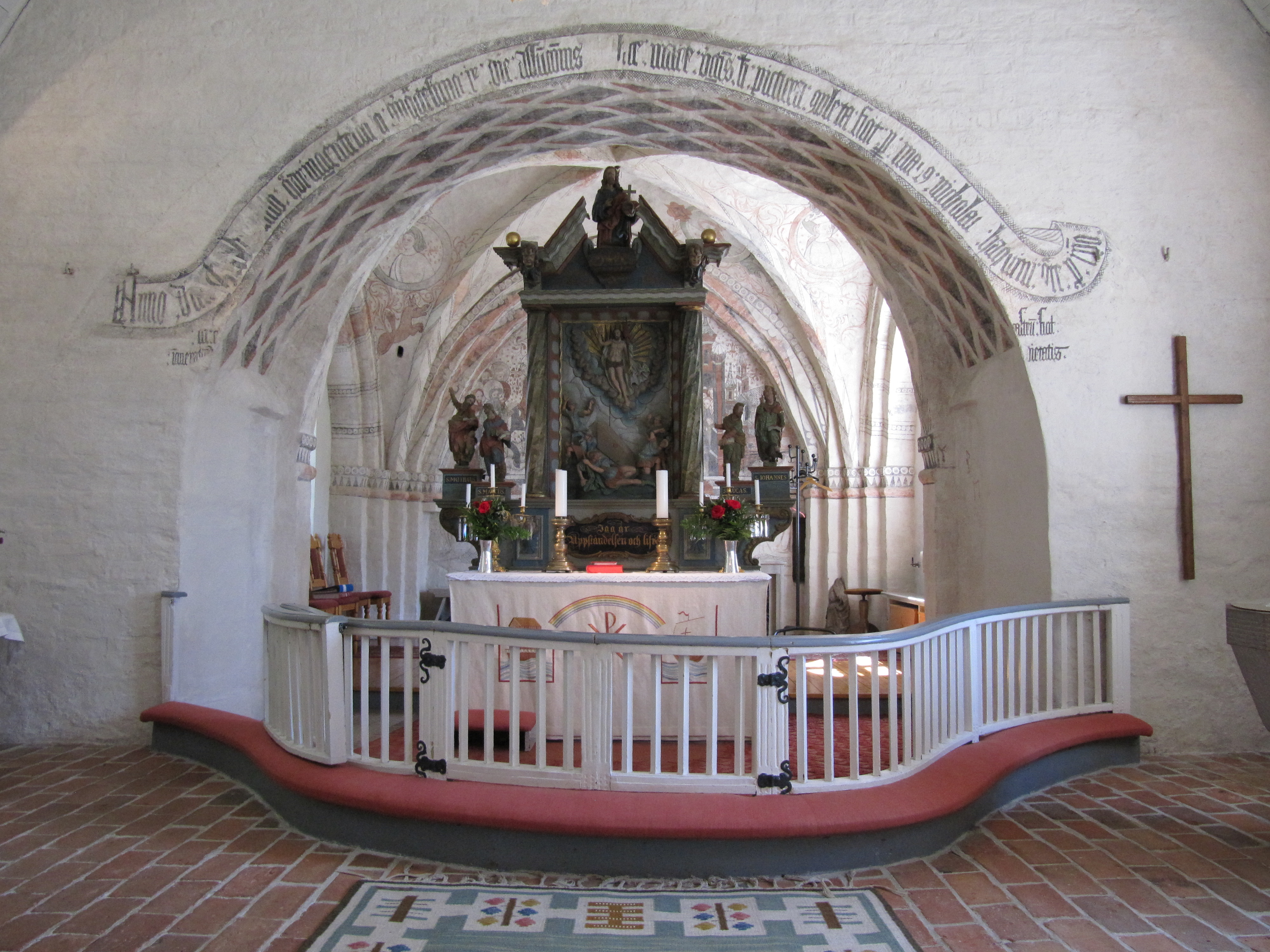
Ysane kyrka, Skriftbandet med Nils Håkanssons namn.

Nils Håkansson, även känd som Nicholaus Haquini, var en senmedeltida kyrkomålare, verksam på 1450–1460-talen. Han och hans målargrupp kallas också för Vittskövlegruppen eller Vittskövlemästaren.

## Biografi
Nils Håkansson är främst känd för sina målningar i Vittskövle kyrka, Gladsax kyrka och Ysane kyrka. Han var ledare för en vidsträckt grupp konstnärer som gemensamt brukar kallas Vittskövlegruppen eller Vittskövlemästaren, med anknytning till vadstenamåleriet.
Nils blev först känd när man i Ysane kyrka 1938 hittade tidigare övermålade kyrkomålningar från medeltiden där konstnären lagt till: År 1459 å den helga jungfru Marie himmelfärdsdag fullbordades denna målning av Nils Håkanssons hand. Bed för honom. Nils Håkansson eller hans skola har också arbetat i bland annat Östra Eneby kyrka i Norrköping och i Strängnäs domkyrka.
Man har givit honom namnet Vittskövlemästaren eftersom man inte med bestämdhet vet om rör sig om en eller flera målare som var verksamma i nordöstra Skåne omkring och efter 1460. Nils Håkansson kan möjligtvis varit ledare för en verkstad som av det kända materialet måste ha sysselsatt åtskilliga konstnärer. De av Vittskövlemästarens dekorationer som har återfunnits har ofta blivit starkt reducerade eller av restaureringar blivit grovt förvanskade. Forskningen har när det gäller hans identitet och fördelningen av hans verk mellan eventuella medarbetare och inbördes tidsföljd inte har kommit till någon säkerhet. 
Den enda med full säkerhet daterade dekorationen återfinns i Torna Hällestads kyrka som är daterad 1460. När man vid en restaurering av Ysane kyrka 1938 återupptäckte sengotiska målningar antogs till en början att dessa var utförda av Vittskövlemästaren. En inskrift i höga minuskelbokstäver på ett skriftband placerat längs kanten av triumfbågens västra sida angav årtalet 1459 och Nils Håkansson som upphovsman. Efter att man utfört en stilanalys förknippade man målningen med Östgötaskolan med utlöpare med kyrkomålningar i Östergötland, Västergötland och i viss mån Uppland. I en på 1600-talet upptecknad sengotisk inskrift i Skalunda kyrka kan man anta att det är Nils Håkansson som omnämns som målare från Vadstena som utförde målningen 1466. 
Även om Nils Håkansson verksamhets tid i gränstrakterna mellan Blekinge och Skåne var begränsad till ett tiotal år har denne lekbroder från Vadstena direkt eller indirekt satt sin prägel på hela den grupp målningar som man förknippar med Vittskövlemästaren. Antalet utförda målningar tyder på att Nils Håkansson låtit någon lärjunge eller nära medarbetare utföra stora delar av målningarna. Dessa har sedan i sin tur utbildat lärjungar som fortsatte med verken. De inbördes olikheterna i kvalitén gör det uppenbart att flera personer måste varit inblandade vid utförandet av målningarna. Den gemensamma nämnaren i alla målningar är beroendet av dekorationerna i Ysane kyrka som har gemensamma rötter med målningar i Mellansverige samt att man använt likadana mönster och schabloner. Man kan i målningarna spåra Birgittinska kompositionsprinciper med medaljonger, enstaka eller tre och tre sammanhållande rosor, draperier upphängda på grova ringar som avslutning på en väggdekoration samt förkärlek för inskriftsbårder. 
En egenhet med Vittskövlemästarens målningar är förekomsten av solfjäderliknande kvastar i slingorna samt treflikiga och hjärtformade blad anbringade på tjocka stammar som växer upp ur vaser i valvsvicklarna. Människoframställningen är som regel enkelt tecknad med stereotypa ansikten, de manliga oftast med orientaliskt utseende med trekluvna skägg medan kvinnorna är lätt glosögda. De avbildade motiven varierar från kyrka till kyrka i Vittskövle, Rinkaby och Maglehem finns framställningar av Yttersta domen där Rex gloriæ med bar överkropp är väldig och skrämmande. I bland annat Knislinge, Maglehem och Långaröd finns en framställning med S:t Göran och draken, Maria och heliga tre konungar samt framställningen av Flykten till Egypten som tyder på en viss skicklighet i såväl teckning som komposition. Bland de andra motiven märks återkommande serier med bilder ur skapelsehistorien, syndafallet, utdrivandet ur Paradiset samt Adam och Evas liv efter utdrivandet, Passionen, Yttersta domen samt avbildningar av helgonen och deras liv, där legenden om Nikolaus av Myra förekommer i flera olika varianter.

## Kyrkor smyckade av Vittskövlemästaren
- Araslövs kyrka
- Djurröds kyrka
- Emmislövs kyrka
- Gladsax kyrka
- Gärds köpinge kyrka
- Knislinge kyrka
- Långaröds kyrka
- Maglehems kyrka
- Norra Strö kyrka
- Nymö kyrka
- Ravlunda kyrka
- Rinkabys kyrka
- Skalunda kyrka
- Strängnäs domkyrka
- Strö kyrka
- Torna Hällestads kyrka
- Tosterups kyrka
- Råbelövs kyrka
- Vittskövle kyrka
- Ysane kyrka
- Östra Eneby kyrka
- Östra Sönnarslövs kyrka

## Galleri
För mycket omfattande och detaljerad dokumentation, besök databasen Medeltidens Bildvärld hos Statens Historiska museer (SHM) och se Lennart Karlssons fotografier.

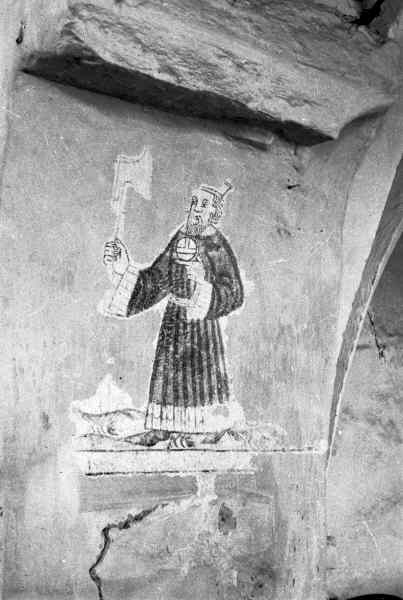
Djurröds kyrka. S:t Olof, på triumfbågens norra sida innan restaurering.
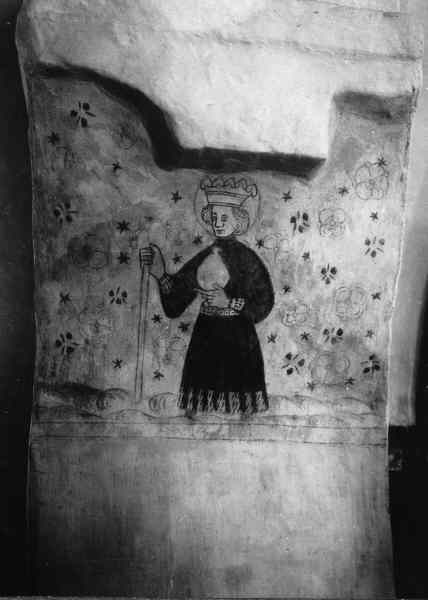
Djurröds kyrka. S:t Olof efter restaurering.
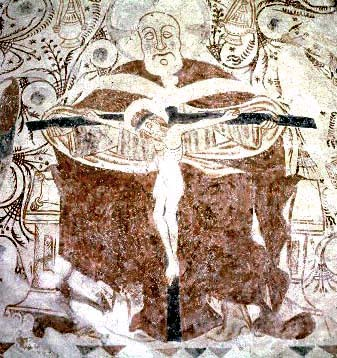
Emmislövs kyrka "Nådastol".
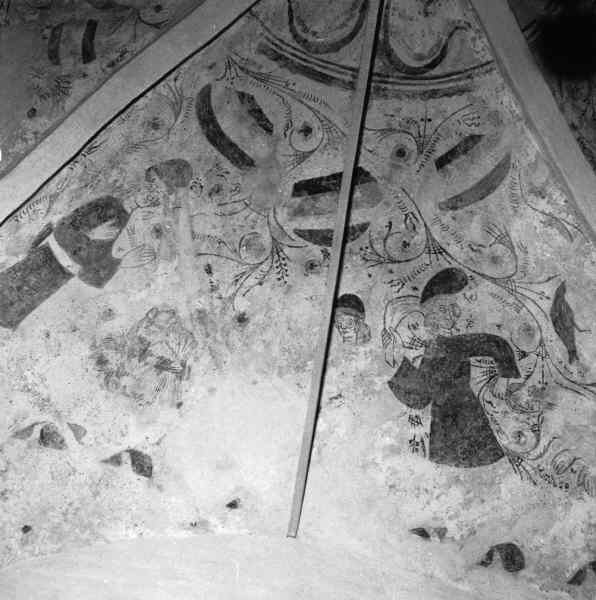
Emmislövs kyrka efter restaurering 1952.
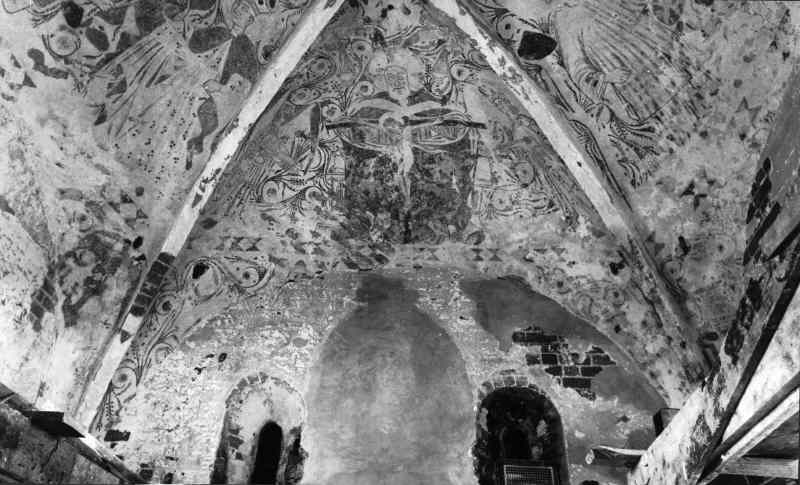
Emmislövs kyrka före restaurering 1950.
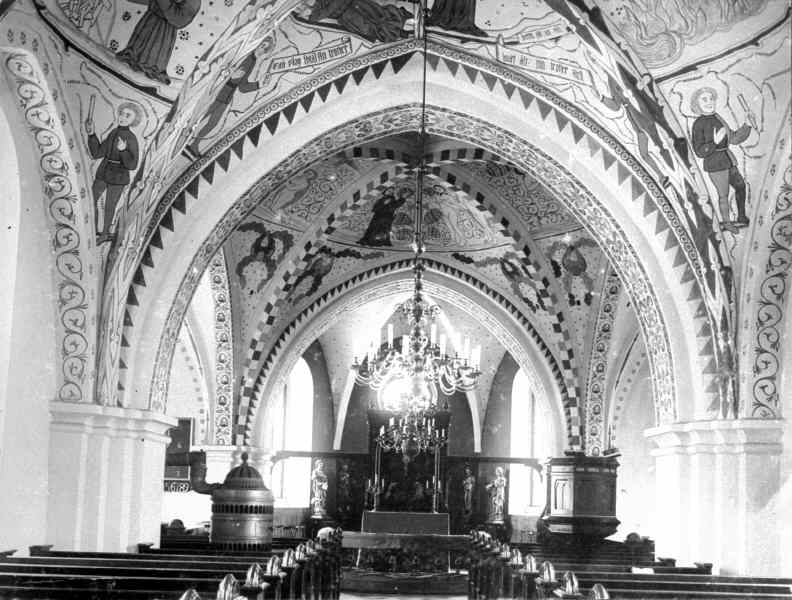
Gladsax kyrka.
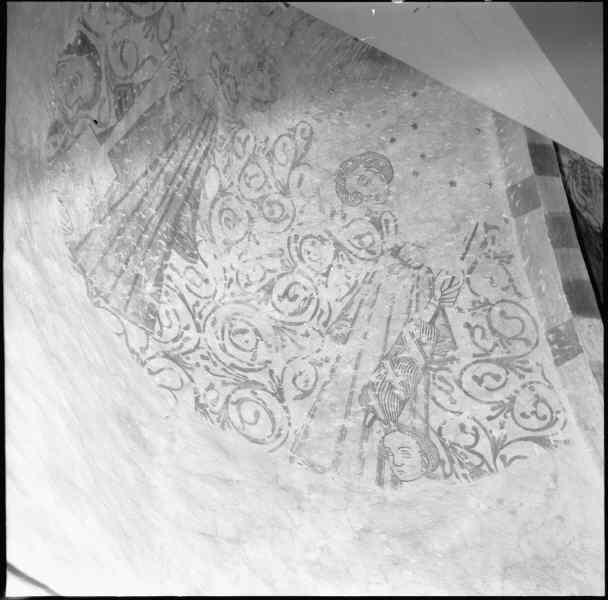
Gladsax kyrka. Gamla västra valvet före restaurering.
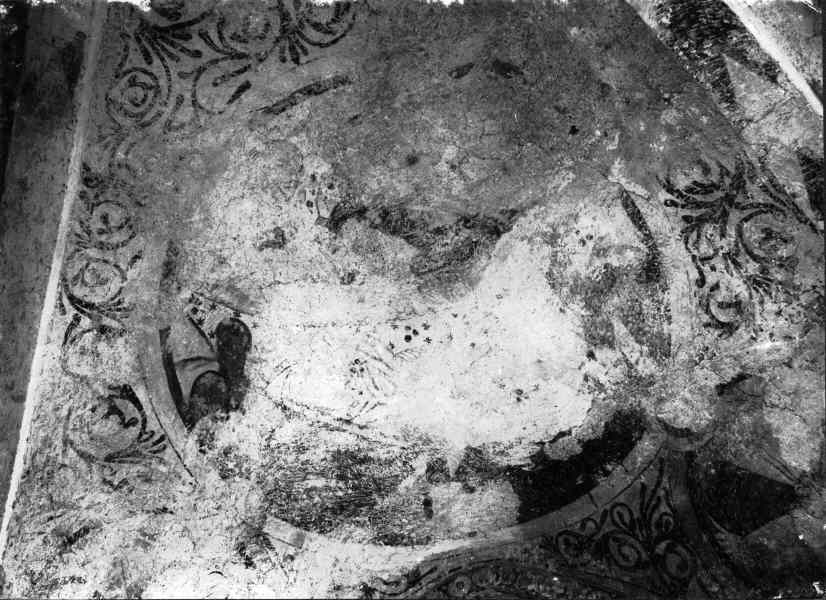
Gärds-Köpinge kyrka 1898, före restaurering.
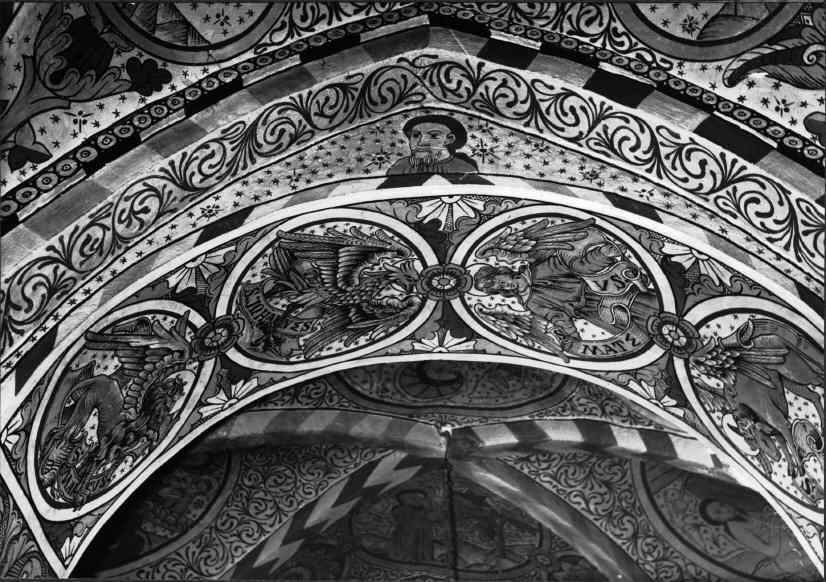
Gärds-Köpinge kyrka 1952.
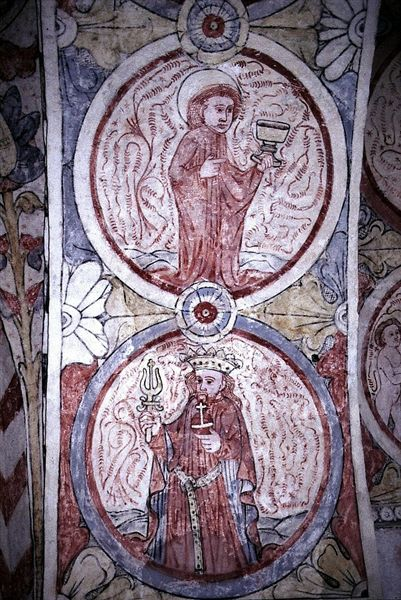
Gärds-Köpinge kyrka 2008.
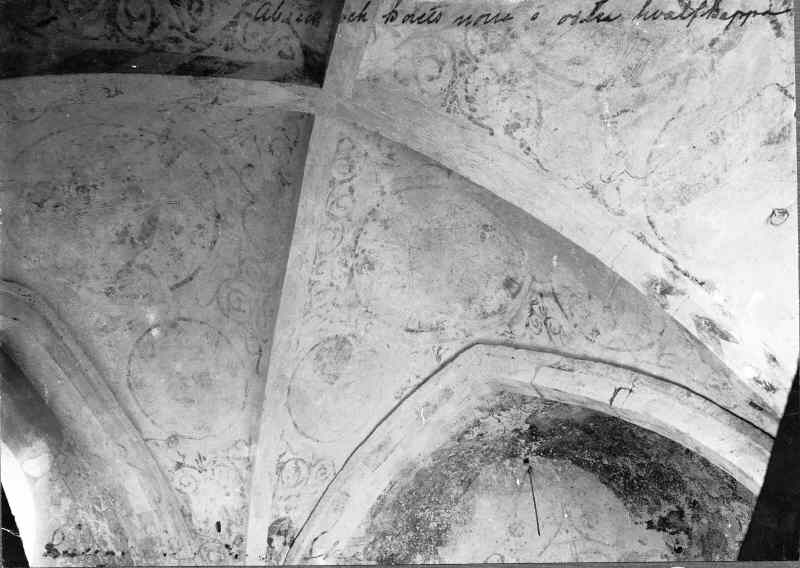
Långaröds kyrka före konserveringen 1904.
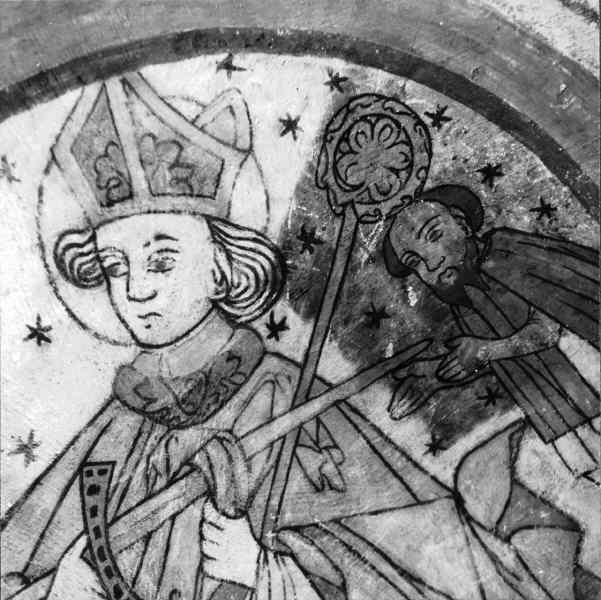
Långaröds kyrka. Kalkmålning efter konserveringen 1963.
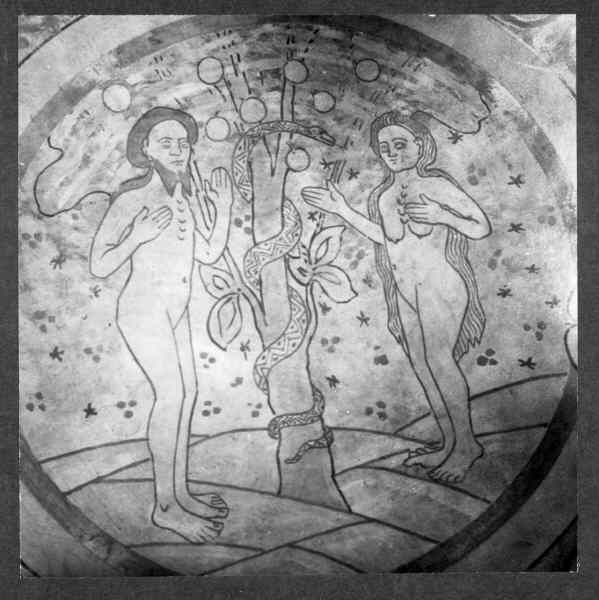
Långaröds kyrka efter konserveringen 1963.
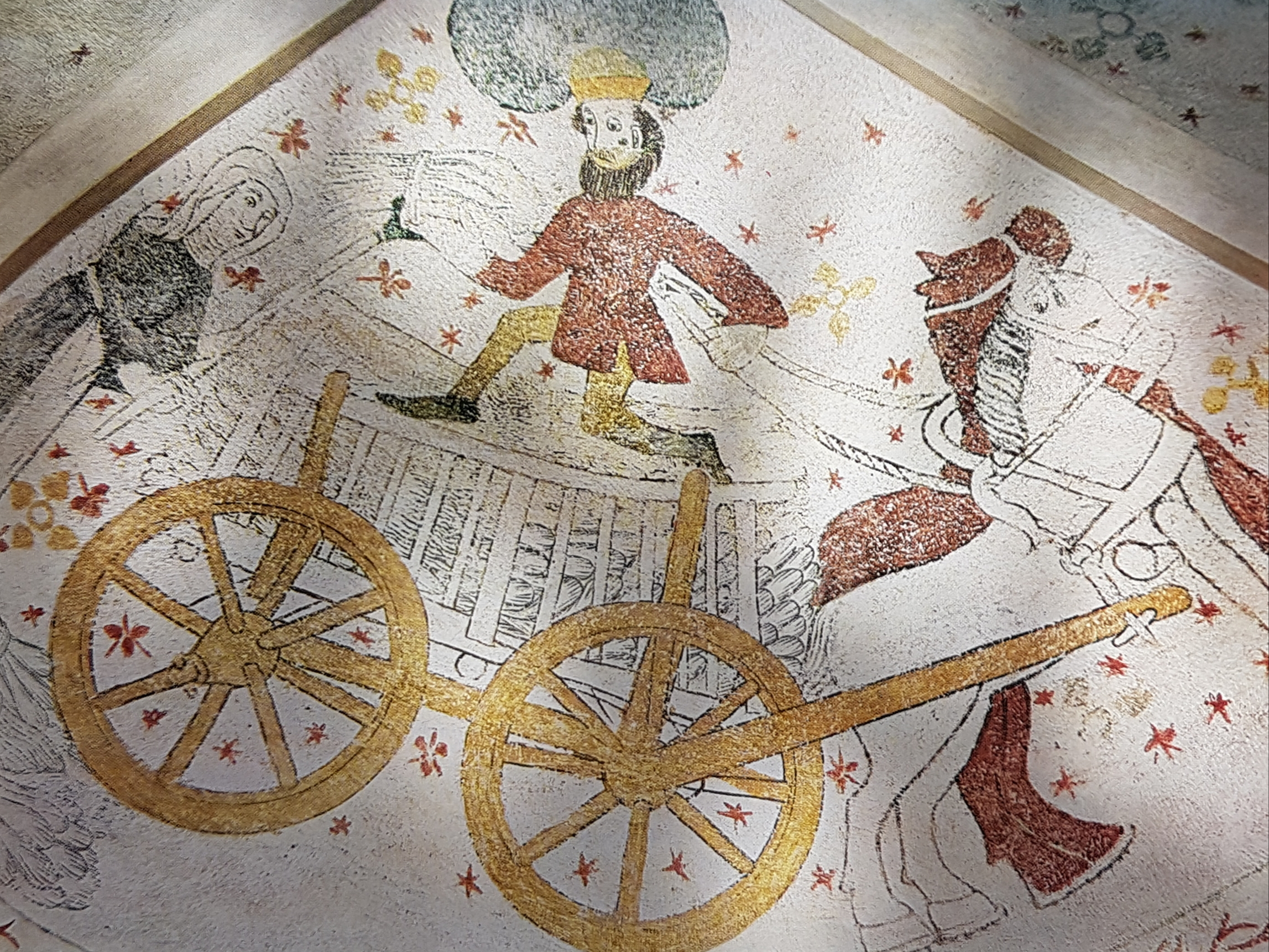
Rinkaby kyrka från Svenskt konstnärslexikon 2020. "Säden körs in" av Rinkabymästaren.
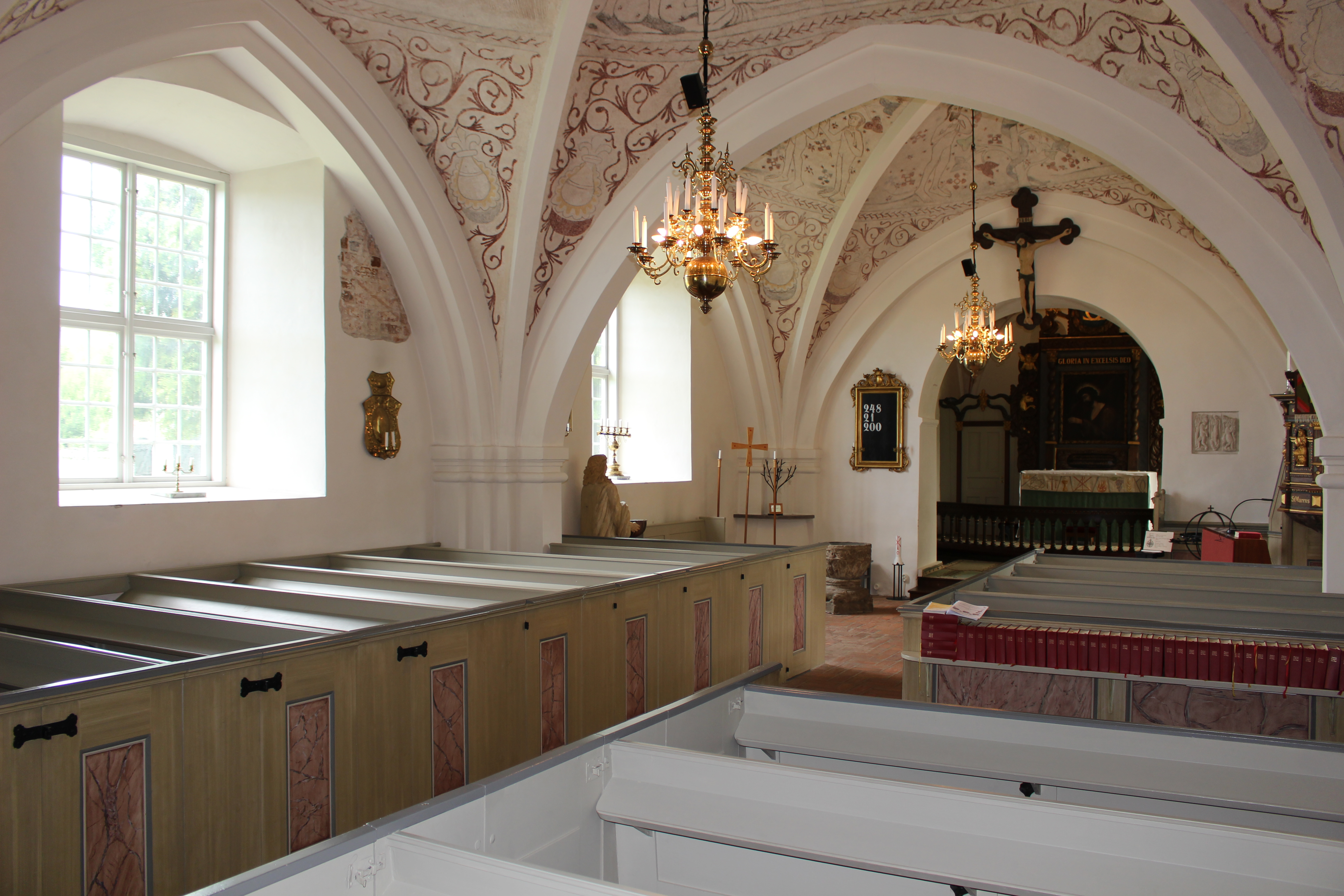
Rinkaby kyrka.
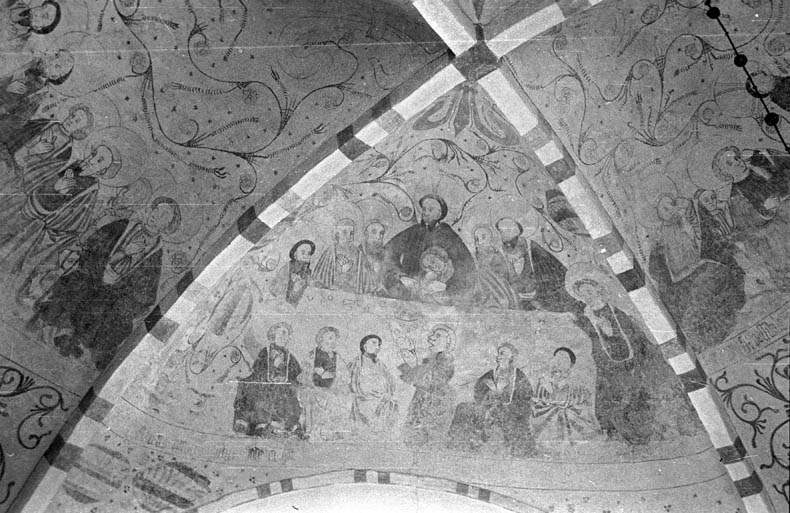
Hällestads kyrka, Skåne 1933.
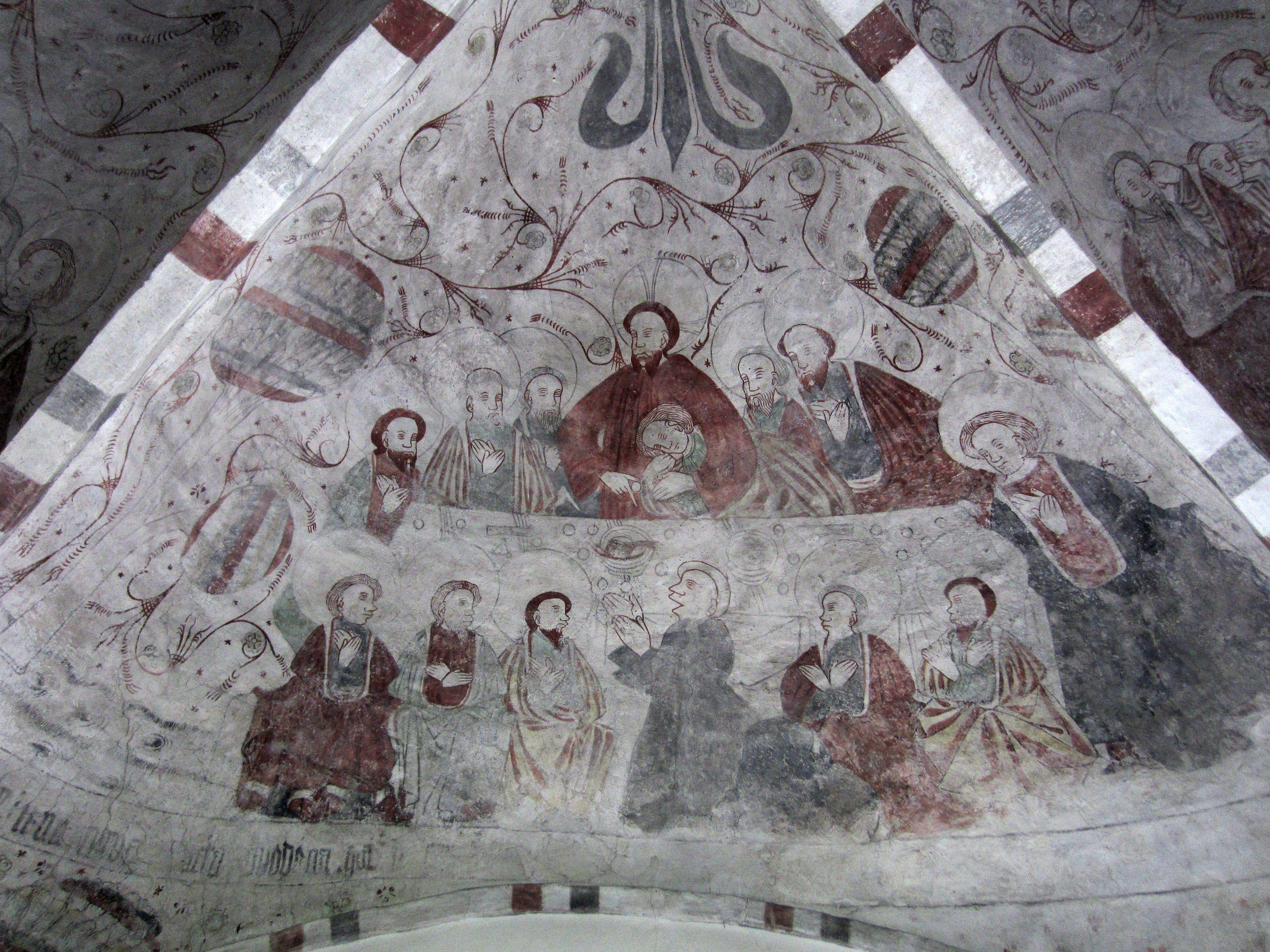
Hällestads kyrka, Skåne.
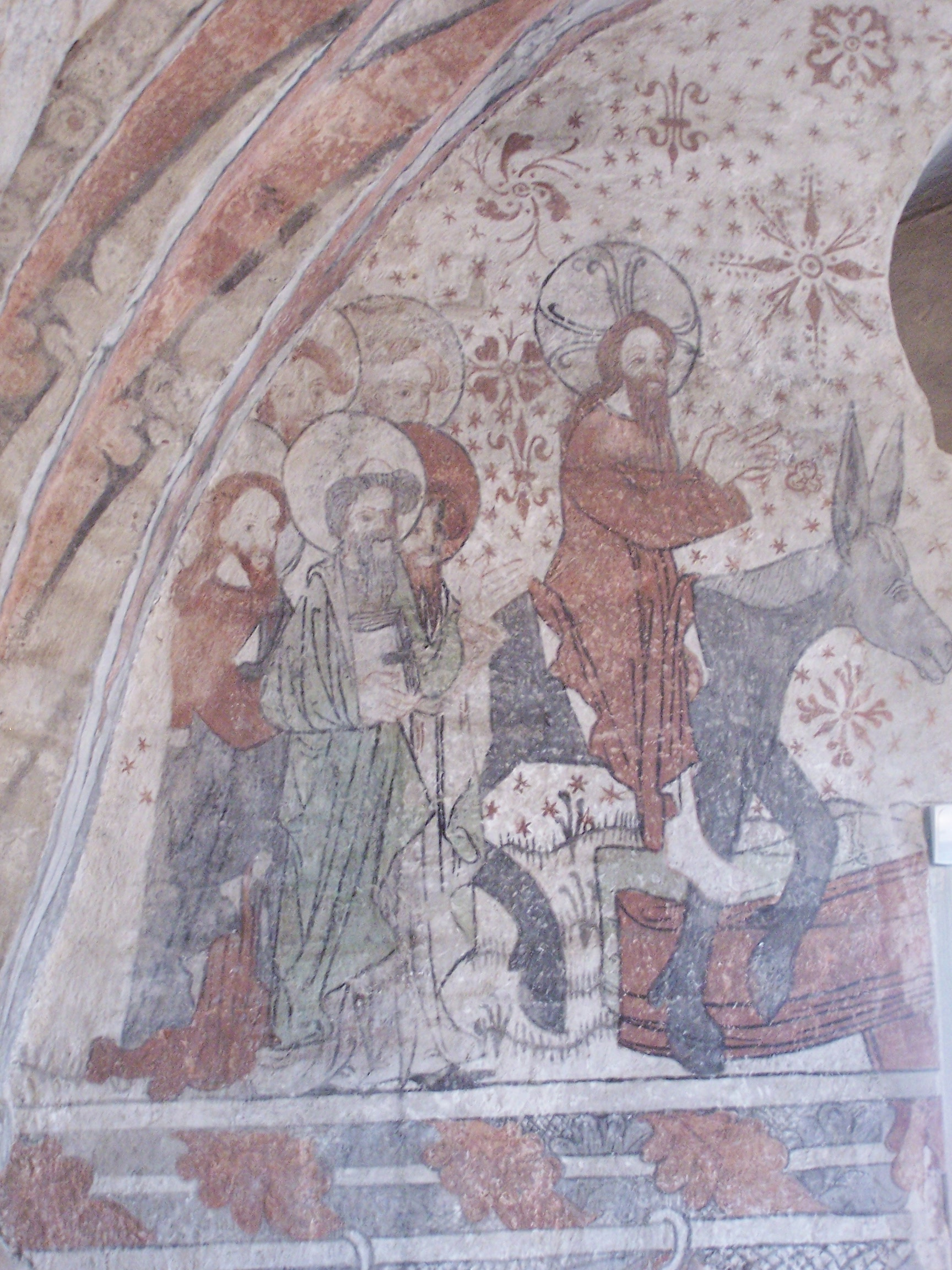
Ysane kyrka, korväggen 2005. "Jesu intåg i Jerusalem" del 1.
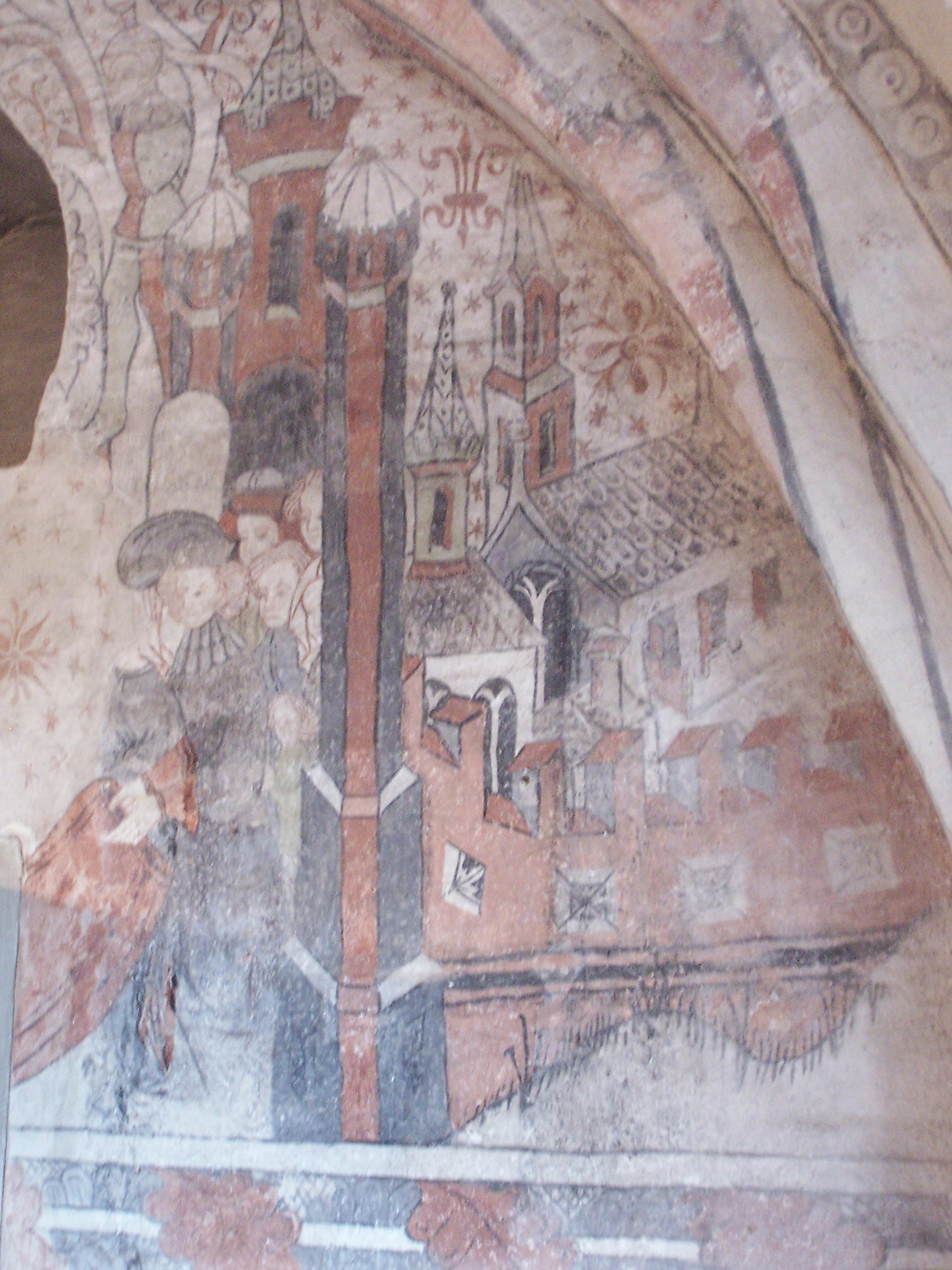
Ysane kyrka 2005. "Jesu intåg i Jerusalem" del 2.
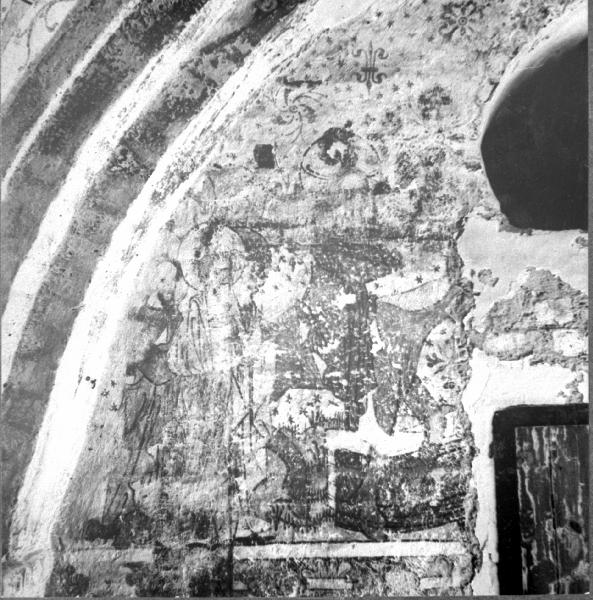
Ysane kyrka, korväggen 1940.
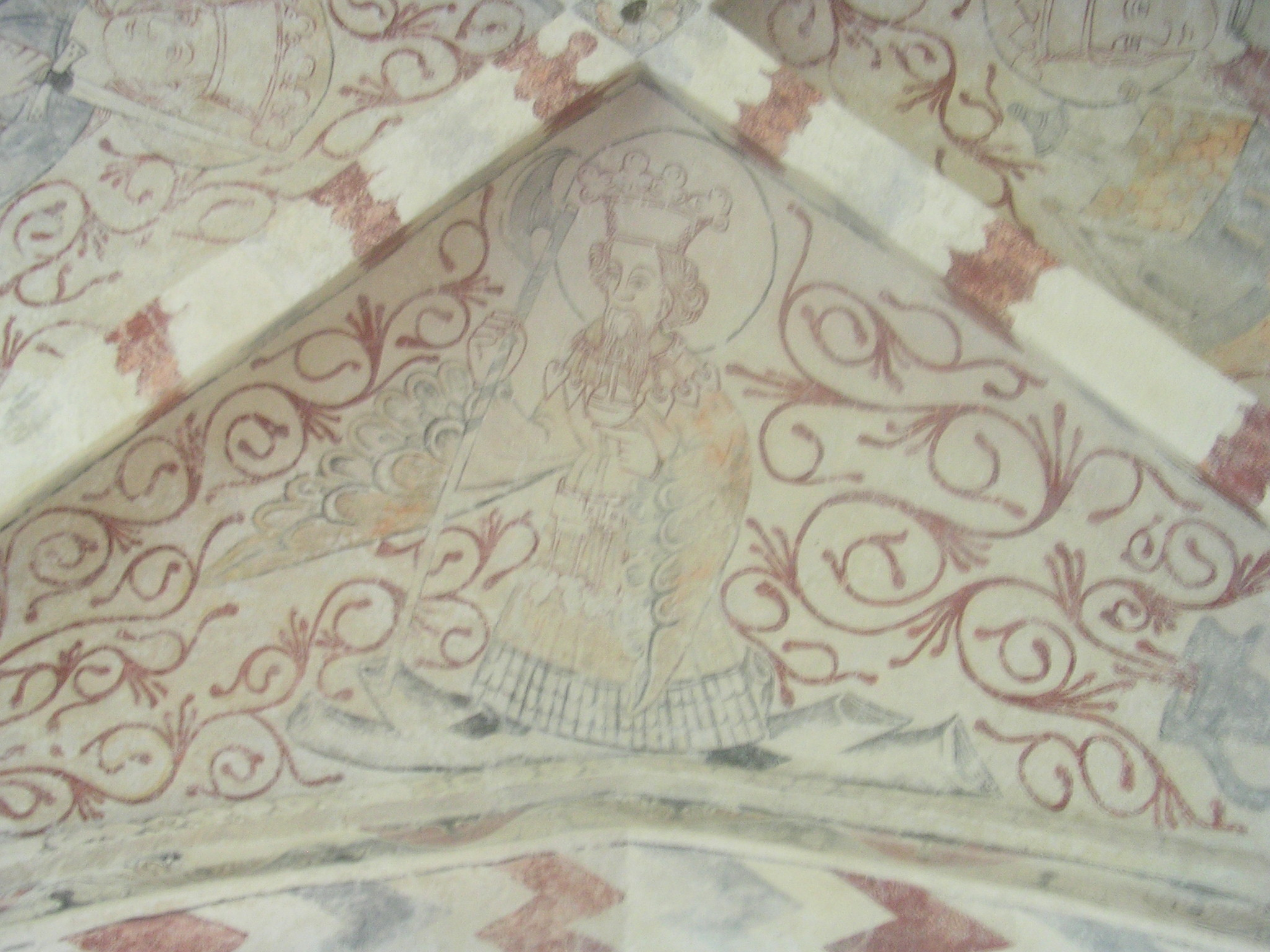
Östra Sönnarslövs kyrka 2005. "Sankt Olof".
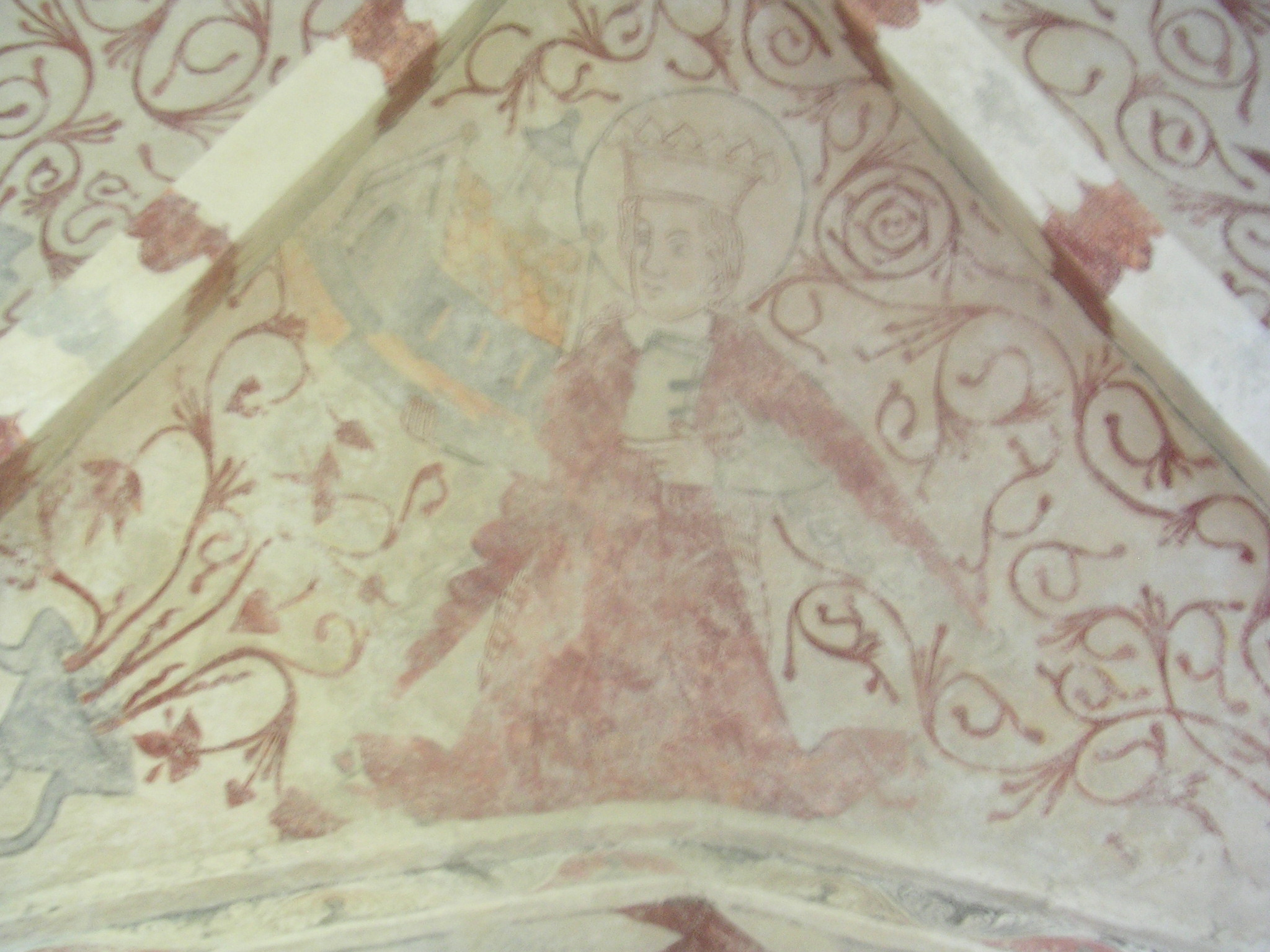
Östra Sönnarslövs kyrka 2005. "Sankt Gertrud".
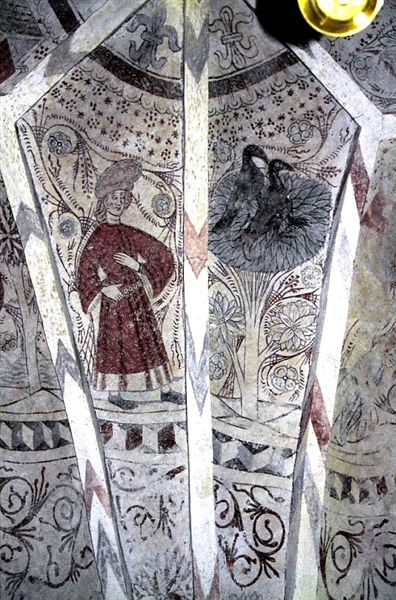
Norra Strö kyrka 2008. "Kain och korparna".
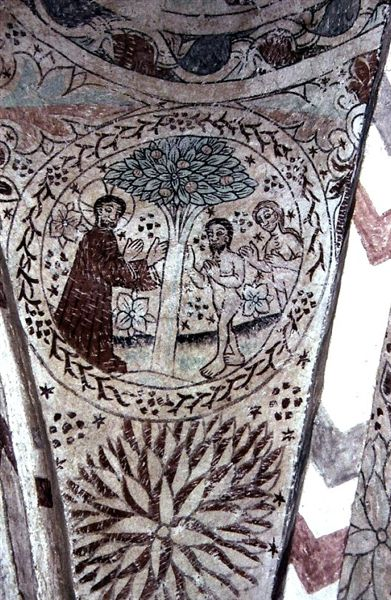
Norra Strö kyrka 2008. "Gud förmanar Adam och Eva".
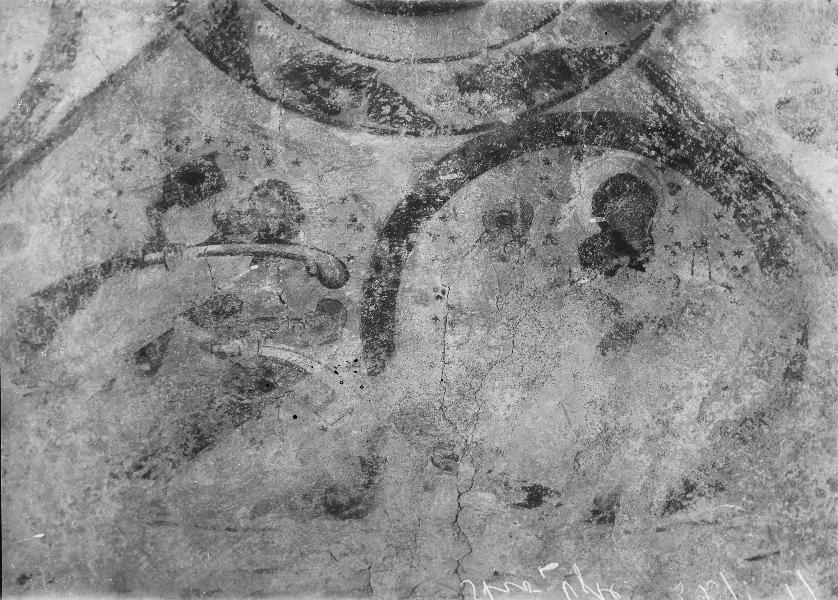
Strö kyrka, Kålland, Västergötland. Före restaurering.
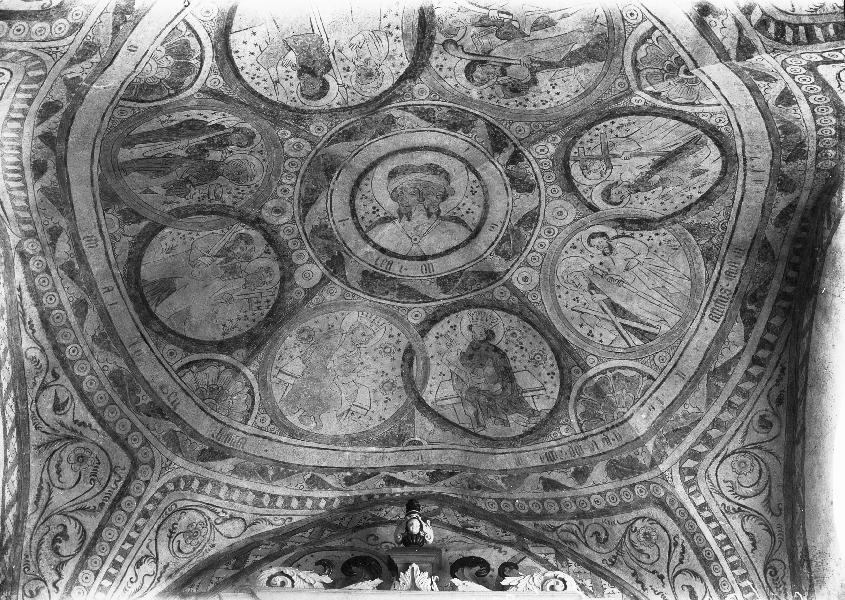
Strö kyrka, Kålland, Västergötland, efter restaurering.
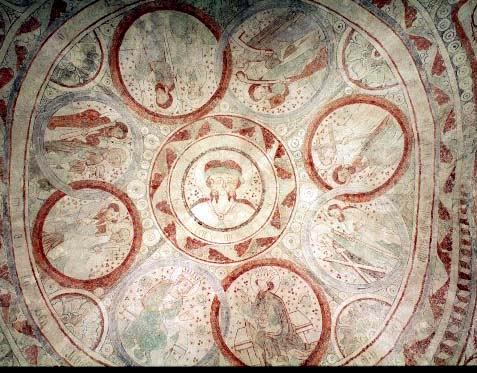
Strö Kyrka. Treenigheten från 1400-talet idag.
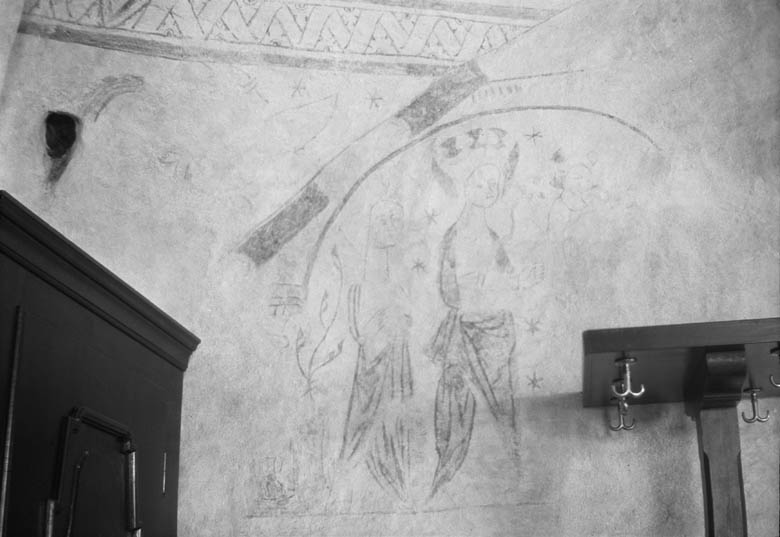
Östra Eneby kyrka med målningar av Vittskövlegruppen i sakristian.
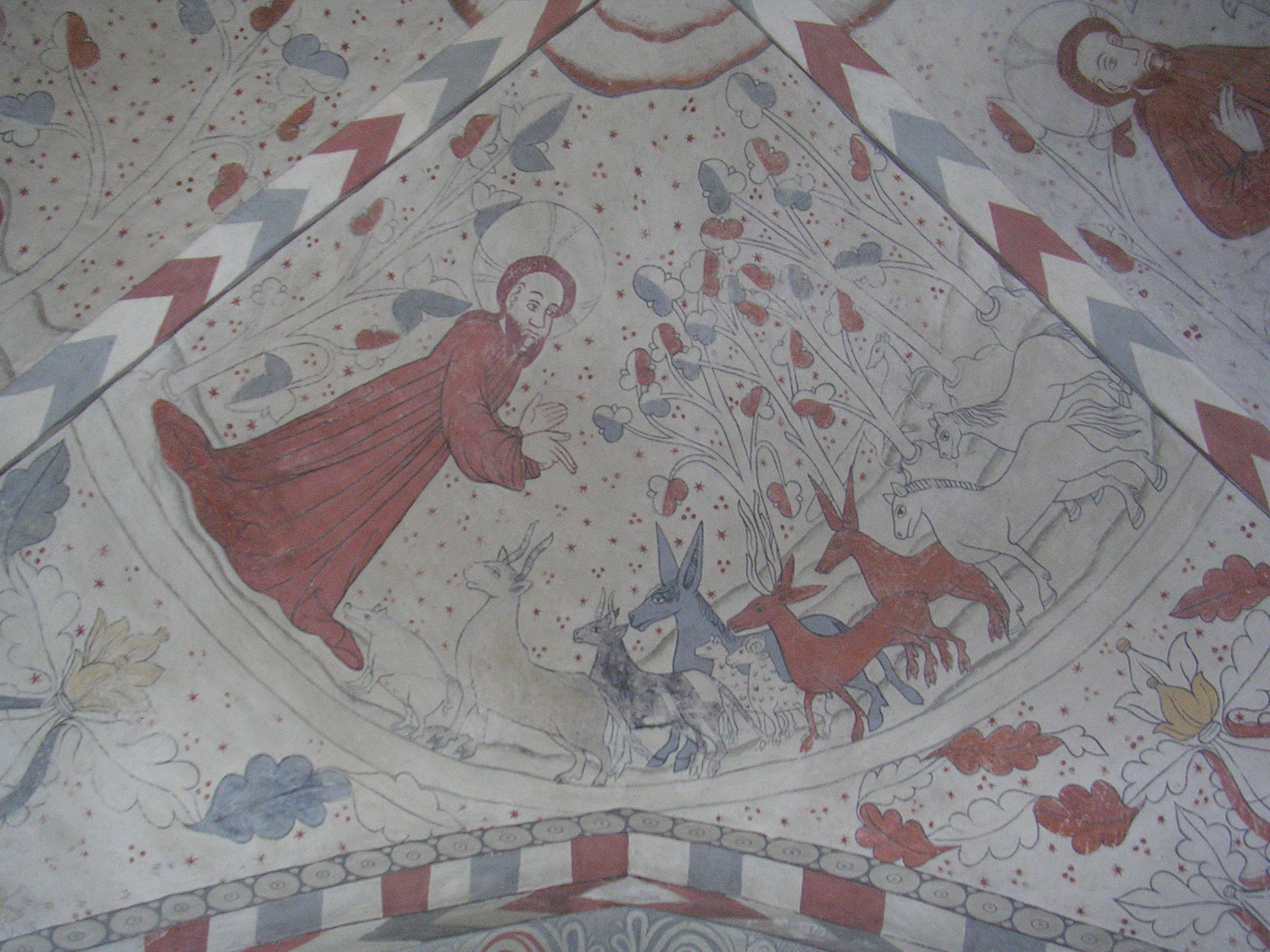
Vittskövle kyrka 2005. "Gud skapar djuren" rekonstruerad målning utförd av Svante Thulin 1899-1900.
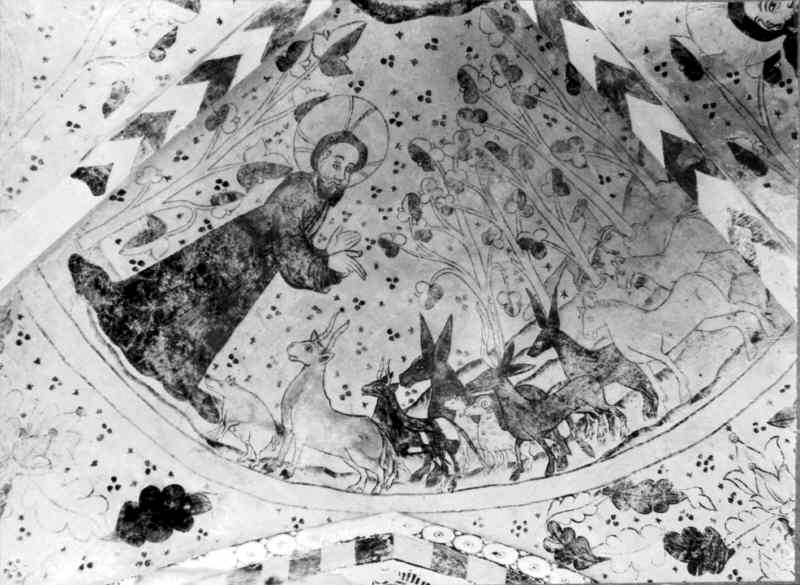
Vittskövle kyrka 1899. "Gud skapar djuren".
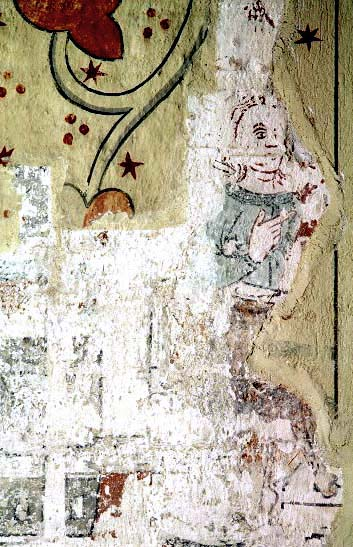
Vittskövle kyrka. Fragment av originalmålning ca 2001.
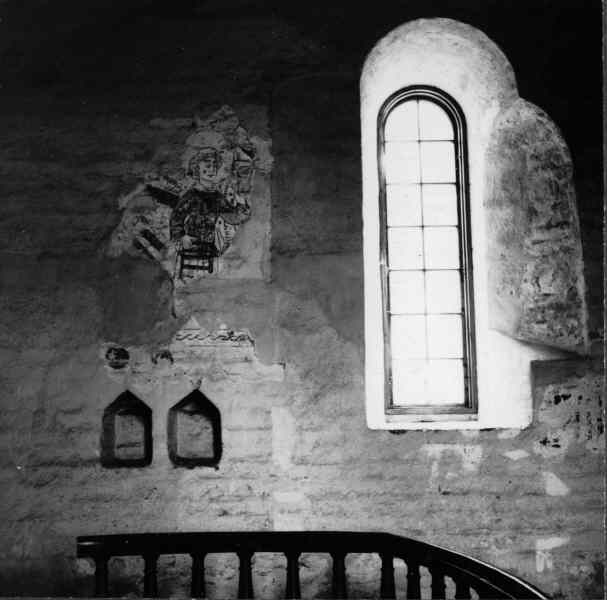
Mycket skadade målningar i Råbelövs kyrka 1960.